# Aimé Cougnenc
Aimé Cougnenc, né le 26 avril 1890, mort en janvier 1962, était un syndicaliste français des PTT. Il fut secrétaire général de la fédération postale CGT de 1938 à 1940.

## Repères biographiques
- originaire du département de l'Hérault, il travaille aux chemins de fer, dont il est révoqué après la grève des cheminots de 1920
- entrée aux PTT comme facteur.
- secrétaire général du Syndicat des employés des PTT-CGT de 1926 à 1938. Ce syndicat est l'une des trois organisations qui constituent la fédération nationale des travailleurs des PTT-CGT, appelée plus souvent fédération postale.
- secrétaire général de la fédération postale CGT en remplacement de Albert Perrot: il est élu à ce poste lors de la réunion d'un comité fédéral national, les 27-27 octobre 1938. Réuni après les accords de Munich, cette instance exclut de la direction de la fédération postale le communiste Henri Gourdeaux. Cette éviction, à la veille de la guerre, va se doubler en octobre 1939 de l'exclusion des anciens "unitaires" de toute responsabilité syndicale dans sa fédération.
- de 1938 à 1940, il siège au C.A. de la CGT.
- 1940: Membre du Conseil national économique.
- 1943-1944: il tente de reconstituer une fédération postale clandestine. Il entre en concurrence avec les communistes et certains anciens confédérés qui, dans la Résistance, ont refondé une fédération des PTT. Après une période de flottements, celle-là seule est reconnue par la CGT, puis par les autorités administratives en septembre 1944. Un comité de gérance est mis en place, associant les deux parties en vue de la préparation d'un congrès. Mais Cougnenc n'y figure pas. Définitivement récusé pour son attitude en 1938-1939 et son absence de résistance durant la guerre. Arrêté et détenu, brièvement, après août 1944, il disparaît du syndicalisme postier.

## Sources
- Dictionnaire biographique du mouvement ouvrier français.
- François Rouquet: l'épuration dans l'Administration française. CNRS éditions, Paris, 1993.
- Georges Frischmann: histoire de la fédération CGT des PTT. Éditions sociales, 1967.